# Скуїнь Інарт Юлійович
Інарт Юлійович Скуїнь (1936 — ?) — латвійський радянський державний і комуністичний діяч, секретар ЦК КП Латвії.

## Життєпис
У 1959 році закінчив історико-філологічний факультет Латвійського державного університету.
З 1959 року працював викладачем історії Ризького електромеханічного технікуму. Потім — завідувач заочного відділення Ризького електромеханічного технікуму.
Член КПРС з 1961 року.
У 1962—1963 роках — завідувач лекторської групи ЦК ЛКСМ Латвії.
У 1963—1969 роках — редактор латвійської газети «Спортс».
У 1969—1976 роках — на відповідальній роботі в Державному комітеті телебачення і радіомовлення Ради міністрів Латвійської РСР.
У 1971—1973 роках — слухач Вищої партійної школи при ЦК КПРС.
У 1976—1979 роках — заступник завідувача, завідувач відділу пропаганди та агітації Ризького міського комітету КП Латвії.
У 1979—1989 роках — лектор, завідувач сектора преси, радіо і телебачення відділу пропаганди та агітації ЦК КП Латвії.
У квітні 1989 — квітні 1990 року — начальник Головного управління з охорони державних таємниць у пресі при Раді міністрів Латвійської РСР.
12 квітня 1990 — 23 листопада 1990 року — секретар ЦК КП Латвії.
Подальша доля невідома.